# Église Notre-Dame-de-l'Assomption de Guercheville
L’église Notre-Dame-de-l'Assomption est un édifice religieux catholique situé à Guercheville, en France. Il est classé aux monuments historiques depuis 1947.

## Situation et accès
L’édifice est accessible par la rue Grande (route départementale 4), au nord-est du village de Guercheville. Plus largement, il se trouve dans le département de Seine-et-Marne, en région Île-de-France.

## Statut patrimonial et juridique
L’église fait l’objet d’un classement au titre des monuments historiques par arrêté du 31 décembre 1947, en tant que propriété de la commune.